# David Alfaro Siqueiros

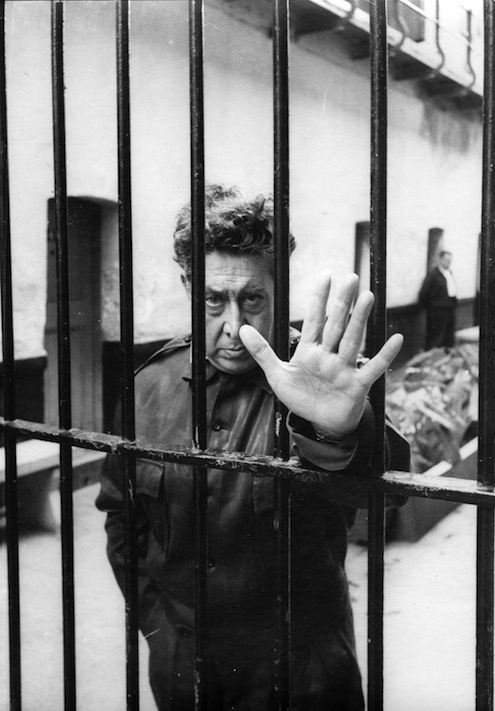
David Alfaro Siqueiros in Lecumberri, 1960

David Alfaro Siqueiros (* 29. Dezember 1896 in Chihuahua; † 6. Januar 1974 in Mexiko-Stadt) war ein mexikanischer Maler, Grafiker, Soldat während der Mexikanischen Revolution und Attentäter. Er ist einer der Hauptvertreter des Muralismo und gehört neben José Clemente Orozco und Diego Rivera zu den sogenannten Los Tres Grandes („Die großen Drei“). Als Anhänger des Stalinismus 1940 führte er eine Verschwörung zur Ermordung Leo Trotzkis an. 

## Leben
Siqueiros begann 1912/1913 seine künstlerische Ausbildung zunächst an der Academia de San Carlos in Mexiko-Stadt. Zudem besuchte er die Freilichtmalerei-Schule Santa Anita. Zu dieser Zeit befand sich das Land im Bürgerkrieg der Mexikanischen Revolution. Ab 1914 kämpfte Siqueiros in der revolutionären Armee der Konstitutionalisten und später als Offizier des Generalstabs der Westdivision von Venustiano Carranza. 1918 wurde er als Militärattaché nach Europa geschickt. So lernte er in Paris den Maler Diego Rivera kennen. Mit ihm entwickelte er die Grundgedanken des Muralismus, eine besondere Schule der Wandmalerei, die sich auf indigene mexikanische wie auch europäische Traditionen beruft.
Nach seiner Rückkehr nach Mexiko Anfang der 1920er Jahre bekam Siqueiros wie auch andere Maler aus der Gruppe der Muralisten (Diego Rivera, José Clemente Orozco) erste Aufträge zur Ausmalung großer Wandflächen im öffentlichen Raum. Die ersten Wandbilder entstanden 1923 in der Escuela Nacional Preparatoria (Die Elemente und Die Mythen). 1933 bis 1938 war er Hauptgründungsmitglied der Liga de Escritores y Artistas Revolucionarios (Liga der revolutionären Schriftsteller und Künstler, LEAR). Zudem gehörte er ab 1937 der Taller de Gráfica Popular (Werkstatt der Volksgraphiker, TGP) an.
Siqueiros war wie Rivera zeit seines Lebens überzeugter Kommunist und Revolutionär, viele seiner Gemälde sind ein engagiertes Zeugnis gegen Unterdrückung und Ausbeutung und glorifizieren die Mexikanische Revolution. Er war Gründer der Zeitung El Machete, des offiziellen Organs des Sindicato de Pintores y Escultores.
1940 führte Siqueiros eine Verschwörung zur Ermordung des seit 1937 im mexikanischen Exil lebenden Leo Trotzki an. Trotzki, in den 1930er Jahren der prominenteste Kritiker des diktatorischen Systems Stalins, war in Mexiko in einem unter Vorsitz von John Dewey geführten „Gegenprozess“ zu den Moskauer Schauprozessen aufgetreten; Siqueiros dagegen war in dieser Zeit überzeugter Stalinist. Trotzki überlebte den Überfall auf sein Haus und entkam den Maschinengewehrsalven, indem er sich unter seinem Bett in Deckung brachte – drei Monate später jedoch wurde er von dem stalinistischen Agenten Ramón Mercader ermordet.

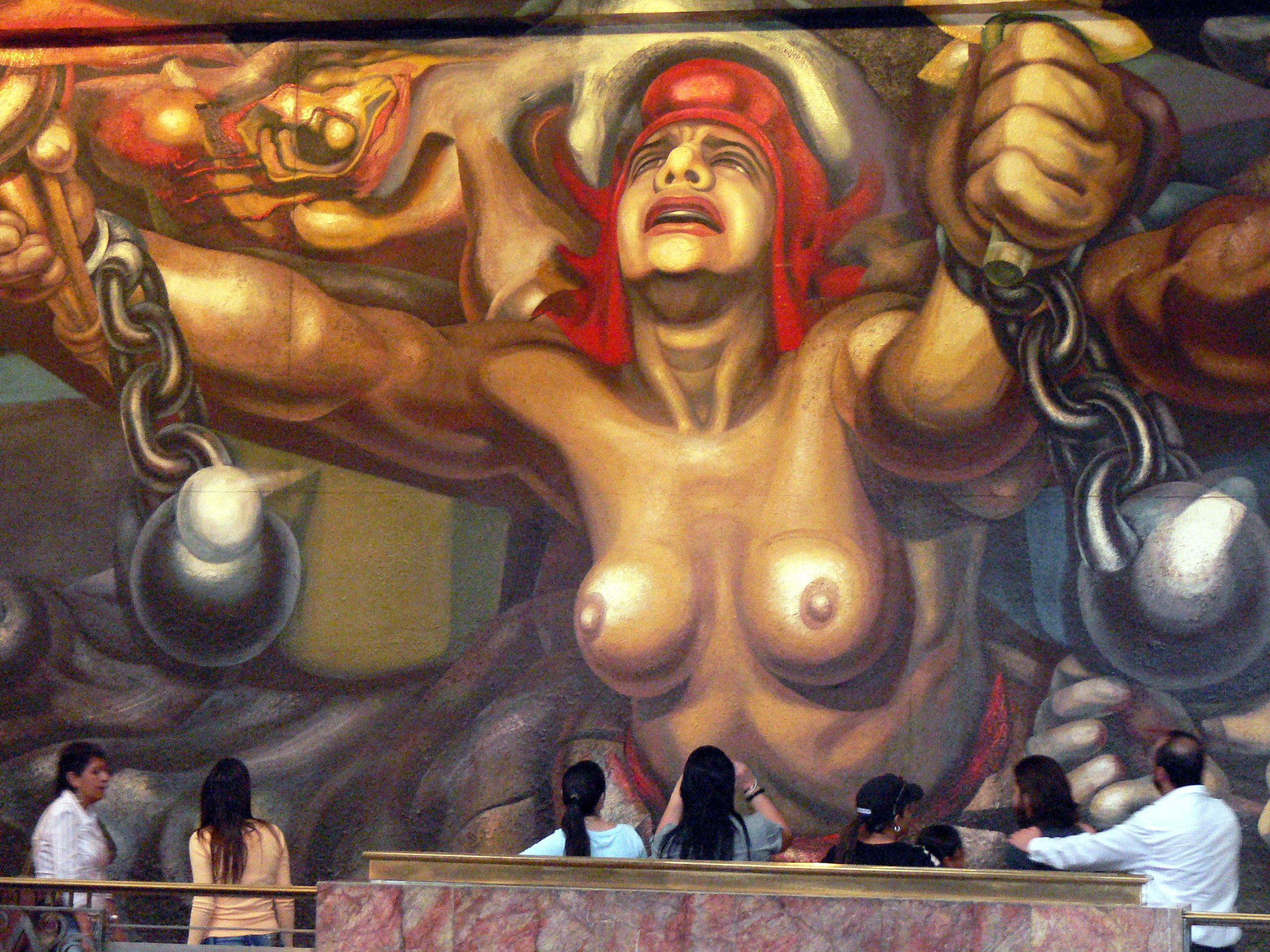
Wandgemälde Die neue Demokratie (1945) im Palacio de Bellas Artes, Mexiko-Stadt

Siqueiros verbrachte wegen des Attentats einige Monate im Gefängnis und wurde dann für mehrere Jahre aus Mexiko ausgewiesen. Er erhielt bis zu seinem Tode Aufträge für bedeutende öffentliche Gebäude in Mexiko, so etwa im Castillo de Chapultepec, dem ehemaligen Präsidentenpalast, und dem Palacio de Bellas Artes, wo seine Werke bis heute zu sehen sind.
Siqueiros wirkte nicht nur in Mexiko, er war von 1932 bis 1933 auch Professor an der Chouinard School of Art in Los Angeles und arbeitete 1941 in Chile in der Stadt Chillán. Dort sind seine Wandmalereien (Murales) in der Bibliothek einer Schule, der Escuela República de México, die nach dem Erdbeben vom 24. Januar 1939 vom Volk und der Regierung von Mexiko gestiftet worden waren, zu sehen. Siqueros war Mitglied der Academia de Artes. Er war mit Angélica Arenal, der Schwester von Luis Arenal, verheiratet. 1950 war sein Werk an der Biennale von Venedig vertreten.

## Schriften
- Como se pinta un mural. 1951 (Digitalisat)